# 烈士体育场
烈士体育场（法語：Stade des Martyrs），即五旬节烈士体育场（Stade des Martyrs de la Pentecôte），旧名卡马尼奥拉体育场（Stade Kamanyola），是一座位于刚果民主共和国首都金夏沙林格瓦拉镇的国家体育场。烈士体育场主要承办足球赛事，此外也举行音乐会和田径比赛。
卡马尼奥拉体育场是中国援助刚果民主共和国（时称扎伊尔）的项目之一。取名为卡马尼奥拉是为了纪念1967年在扎伊尔东部发生的卡马尼奥拉战役。体育场位于中国援建的扎伊尔人民宫东侧800米处。体育场开工于1988年10月14日（当天亦是时任总统蒙博托的58岁生日），由中国建筑西南设计院设计，中国建筑工程总公司与北京市住宅建设总公司联合承包。1993年10月，体育场竣工，中方将体育场移交刚果方面。卡马尼奥拉体育场总造价1.2174亿元人民币，占地面积22公顷，建筑面积6.25万平方米。体育场主场地可容纳8万观众。主场地之外，体育场还有一个足球练习场、三个篮球场、三个网球场、两个排球场、一个手球场、停车场和直升机停机坪等附属设施。
1997年，体育场改名为五旬节烈士体育场，简称烈士体育场，以纪念蒙博托·塞塞·塞科执政时期杀死在此杀死的四位部长。2008年，体育场进行了重修。